# Kateřina Pomořanská
Kateřina Pomořanská (Katherine von Pommern-Wolgast; 1465–1526) byla wolfenbüttelskou kněžnou a vévodkyní.

## Život
Kateřina se narodila někdy v roce 1465 jako dcera vévody Erika II. Pomořanského a jeho manželky Žofie Pomořanské.
V roce 1486 se v jednadvaceti letech provdala za o dva roky staršího brunšvicko-wolfenbüttelského prince Jindřicha. Ten se v roce 1491 stal spolu se svým bratrem Erikem brunšvicko-lüneburským vévodou a knížetem calenberským a brunšvicko-wolfenbüttelským. V roce 1494 se pak stal samostatným panovníkem.
Kateřina byla patronkou lékaře Eucharia Rösslina, který jí věnoval svou klíčovou práci Der Rosengarten (Růžová zahrada).

## Potomci
Kateřina měla s Jindřichem devět potomků:
- Kryštof Brunšvicko-Lüneburský (1487–1558), kníže-arcibiskup v Brémách
- Kateřina Brunšvicko-Wolfenbüttelská (1488 – 29. června 1563), ⚭ 1509 Magnus I. Sasko-Lauenburský (1. ledna 1470 – 1. srpna 1543)
- Jindřich V. Brunšvicko-Lüneburský (10. listopadu 1489 – 11. června 1568)
- František Brunšvicko-Wolfenbüttelský (1492–1529)
- Jiří Brunšvicko-Lüneburský (1494–1566)
- Erik Brunšvicko-Lüneburský (1500–1553)
- Vilém Brunšvicko-Lüneburský (?–1557)
- Alžběta Brunšvicko-Lüneburská
- Jan Brunšvicko-Lüneburský